# Metagonia uvita
Metagonia uvita là một loài nhện trong họ Pholcidae. Loài này được phát hiện ở Costa Rica.